# CoRoT-2
Désignations
CoRoT-2 est une étoile naine jaune de la séquence principale légèrement moins chaude que le Soleil. Cette étoile se situe à environ ∼ 700 a.l. (∼ 215 pc) du Soleil dans la constellation de l'Aigle. La magnitude apparente de cette étoile est de 12, ce qui signifie qu'elle n'est pas visible à l'œil nu mais qu'elle peut être vue avec un télescope amateur de taille moyenne lors d'une nuit claire et sombre.
CoRoT-2 possède un vrai compagnon physique désigné 2MASS J19270636+0122577, déjà proposé par Alonso et al. en 2008. C'est une étoile de type spectral K9, faisant de CoRoT-2 un système binaire large possédant au moins une planète.

## Système planétaire
Cette étoile abrite l'exoplanète CoRoT-2 b découverte par la mission CoRoT en utilisant la méthode des transits.
| Planète | Masse         | Demi-grand axe (ua) | Période orbitale (jours) | Excentricité | Inclinaison | Rayon |
| ------- | ------------- | ------------------- | ------------------------ | ------------ | ----------- | ----- |
| b       | 3,31 ±0,16 MJ | 0,028 1 ±0,000 9    | 1,742 996 4 ± 1,7 × 10−6 | 0            |             |       |